# Ismarus halidayi
Ismarus halidayi är en stekelart som beskrevs av Förster 1850. Ismarus halidayi ingår i släktet Ismarus, och familjen hyllhornsteklar. Arten är reproducerande i Sverige.